# Seleção Uruguaia de Voleibol Feminino
A seleção uruguaia de voleibol feminino é uma equipe sul-americana composta pelas melhores jogadoras de voleibol do Uruguai. Este selecionado é mantido pela Federação Uruguaia de Voleibol (em espanhol: Federación Uruguaya de Voleibol). 
Segundo consta na atualização mais recente do ranking da FIVB (Federação Internacional de Voleibol), o Uruguai ocupa a 52ª posição na categoria principal (seniores).

## Retrospecto
No que tange às participações uruguaias no Campeonato Sul-Americano de Voleibol Feminino, o selecionado possui dois vice-campeonatos, em 1951 (em São Paulo, Brasil) e em 1956 (em Montevidéu, Uruguai). A equipe uruguaia também ficou na terceira posição em quatro oportunidades (1958, 1969, 1971 e 1973), e na quarta colocação em outras cinco edições (1964, 1967, 1975, 2001 e 2007).
A equipe uruguaia de voleibol feminino não participou da mais recente edição do Campeonato Sul-Americano (disputado na cidade de Cali, na Colômbia, em 2017). A sua última participação nesta competição foi em 2015, em Cartagena na Colômbia, na qual as uruguaias terminaram na sétima colocação entre oito países participantes.

## Títulos e campanhas de destaque
| Organizador | Competição               | Medalha de ouro | Medalha de prata | Medalha de bronze | Total |
| CSV         | Campeonato Sul-Americano | 0               | 2                | 4                 | 6     |